# Temple mormon de Mérida
Le temple mormon de Mérida est un temple de l’Église de Jésus-Christ des saints des derniers jours situé à Mérida, dans l’État de Yucatán, au Mexique. Il a été inauguré le 8 juillet 2000.